# Aidophus flaveolus
Aidophus flaveolus är en skalbaggsart som beskrevs av Edgar von Harold 1867. Aidophus flaveolus ingår i släktet Aidophus och familjen Aphodiidae. Inga underarter finns listade i Catalogue of Life.